# Hugo Hamilton (1889–1970)
Hugo Douglas Fredrik Hamilton af Hageby, född den 20 januari 1889 i Bo församling, Örebro län, död där den 9 juni 1970, var en svensk friherre, godsägare och hovman. Han var sonson till Hugo Hamilton.
Hamilton blev löjtnant vid Livgardet till häst 1918, kammarherre 1923 och tjänstgörande kabinettskammarherre 1941. Han var innehavare av Boo fideikommiss från 1924. Hamilton var nämndeman 1924–1930, ledamot av Strängnäs stifts domkapitel 1937–1945, ledamot av kyrkomötena 1932, 1934, 1936 och 1938 samt ordförande i Bo kommunalfullmäktige 1919–1949. Han var ledamot av hushållningssällskapets förvaltningsutskott,ordförande i Örebro läns hästavelsförening 1919–1945 och i länets jaktvårdsförening 1940–1951, ordförande i Svenska lantbrukarnes olycksfallsförsäkringsbolag 1941–1961, ordförande i Svenska adelsförbundet 1946–1958 samt ledamot av Svenska jägareförbundets arbetsutskott 1941–1950. Hamilton invaldes som ledamot av Lantbruksakademien 1938. Han blev riddare av Vasaorden 1930 och av Nordstjärneorden 1938 samt kommendör av andra klassen av sistnämnda orden 1943 och kommendör av första klassen 1948.